# Knut Kijl
Knut Kijl, död 1603, var en svensk slottshövitsman och amiral.

## Biografi
Knut Kijl var son till krigsöversten Peder Kijl av frälseätten Kijl i Småland och Agneta Drake. Han var 1593 hovjunkare hos hertig Karls och blev i maj 1593 befälhavare på två örlogsskepp. Kijl blev 29 mars 1597 ståthållare på Älvsborgs slottslän och fick förnyad fullmakt som ståthållare 8 maj 1598. Han fick 20 maj 1598 Ljushults socken i förläning och blev 15 april 1599 amiral övers Älvsborgsflottan. Knut Kijl stod på hertig Karls sida i kriget mot Sigismund och var en av domarna i rättegången som föregick Linköpings blodbad 1600. Han avled 1603.
Kijl ägde gårdarna Apelsnäs i Roasjö socken och Arnäsholm i Ljushults socken.

### Familj
Kijl var gift med Brita Olofsdotter. De fick tillsammans barnen Per Kijl (död 1630) och en dotter som var gift med residenten Anders Ödell.